# Daniele Rossi
Daniele Rossi (Seriate, 24 aprile 1987) è un pilota motociclistico italiano.

## Carriera
Dopo aver partecipato al campionato Italiano Velocità (dove si classifica ventottesimo nel 2004 e sesto nel 2005) e a trofei monomarca, nel 2006 ha avuto la possibilità di esordire nel motomondiale grazie ad una wild card. Ha partecipato al Gran Premio motociclistico d'Italia 2006 della classe 125 in sella ad una Honda, giungendo al 21º posto e non conquistando pertanto punti nella classifica mondiale. Nello stesso anno corre due gare nel campionato europeo Superstock 600  con una Kawasaki ZX6RR del team PSG-1 Kawasaki Corse Junior, porta a termine entrambe le prove ma senza piazzamenti tali da consentirgli di conquistare punti. Nella stessa stagione inoltre, è sesto nel campionato italiano dove conquista quarantotto punti.
Nel 2007 continua nell'europeo Superstock 600, questa volta corre tutte le gare in calendario passando alla guida della Honda CBR600RR ingaggiato dal team Rumi Azione Corse. Non riesce neanche in questa annata ad ottenere punti.
Nel 2008 ha partecipato alle competizioni nazionali monomarca destinate alla Yamaha R6, vincendo la tappa disputatasi all'autodromo di Monza, mentre nel 2009 ha partecipato alla prima edizione della categoria Superstock 600 nel campionato italiano velocità, sempre con la stessa motocicletta, classificandosi al nono posto.

## Risultati nel motomondiale
| 2006 | Classe | Moto  |  |  |  |  |  |    |  |  |  |  |    |  |  |  |  |  |  | Punti | Pos. |
| ---- | ------ | ----- |  |  |  |  |  | -- |  |  |  |  | -- |  |  |  |  |  |  | ----- | ---- |
| 2006 | 125    | Honda |  |  |  |  |  | 21 |  |  |  |  | NE |  |  |  |  |  |  | 0     |      |

| Legenda | 1º posto        | 2º posto            | 3º posto            | A punti      | Senza punti        | Grassetto – Pole position Corsivo – Giro più veloce |
| Legenda | Gara non valida | Non qual./Non part. | Ritirato/Non class. | Squalificato | '-' Dato non disp. | Grassetto – Pole position Corsivo – Giro più veloce |